# 徐圩街道
徐圩街道，是中华人民共和国江苏省连云港市连云区下辖的一个乡镇级行政单位。

## 行政区划
徐圩街道下辖以下地区：
辛高圩社区、香河村和东陬山村。